# Elena Elbe
Elena Elbe (née Elena Mirolioubova le 17 décembre 1980 à Saint-Pétersbourg) est une artiste plasticienne française d'origine russe.

## Biographie
Elena Mirolioubova naît le 17 décembre 1980 à Saint-Pétersbourg (Russie). En 1998 elle arrive en France, entame des études de droit et prend parallèlement des cours de peinture et de photographie. En 2004 elle s’installe définitivement à Paris et décide de se consacrer entièrement à l’art plastique après sa première exposition à Moscou. Le Musée des Rêves de Sigmund Freud et le Musée Vladimir Nabokov à Saint-Pétersbourg l’accueillent à plusieurs reprises. Ses installations et expositions de peinture et de photographies se multiplient en Russie, en Europe et aux États-Unis.
En 2007, à la suite d'une rencontre avec Maurice Lemaître, elle mène le projet de Redécouverte du Théâtre Futuriste Russe en France qu’elle décrit dans la revue d’art Performance de juin 2008 (Samara, Russie).
En 2014 elle décide d'utiliser son nom de naissance Mirolioubova.

### Représentée par
- Galerie Florent Maubert, Paris
- FotoLoft, Centre d'art Winzavod, Moscou, Russie
- Marina Gisich, St-Pétersbourg

### Foires d'art
- 2012 NY Art Fair, États-Unis
- 2010 SLICK, Musée d'art Contemporain de la ville de Paris/ Palais de Tokyo
- 2009- 2010 Foire Saint Germain, Nuit de la Photographie, Paris

## Expositions

### Expositions personnelles
- 2012 "Exogenesis", Paris, France
- 2012 "Fantômes"  Musée des Rêves de Sigmund Freud, St-Pétersbourg, Russie
- 2010 «Me, Myself and I»,Fouquet's Paris
- 2010 « Network Failure » Galerie Fotoloft, Centre d’art contemporain Winzavod, Moscou, Russie
- 2010 « Me, Myself and I »LAGALERIE,  Paris France
- 2009  "Photographie tre(ou)ble photographs" Musée des Rêves de Sigmund Freud, St-Pétersbourg, Russie
- 2009 exposition photographique « Répétition » Galerie Le Simoun, Paris France
- 2008 : Galerie Le Simoun, Paris
- 2008 : Woman,Galerie Le Simoun, Paris
- 2007 : Source, Galerie Christian Siret, Paris
- 2007 : Lettres de Sirine II, Galerie VRG, Paris
- 2006 : Lettres de Sirine, Musée de V.V. Nabokov, St Pétersbourg
- 2006 : TripTic, Galerie PhotoImage, St Pétersbourg
- 2005 : La fille de son père II, Freud’s Dream Museum, St Pétersbourg
- 2004 : La fille de son père I, Freud’s Dreams Museum, St Pétersbourg
- 2004 : Visual Lettres I, Galerie Black&White à St Pétersbourg

### Expositions collectives
- 2013 «Nouvelle Lune» Galerie Florent Maubert, Paris, France
- 2011 «Me, Myself and I», ARC Gallery, Chicago, États-Unis
- 2011 Ô Miroir, Galerie Florent Maubert, Paris
- 2011 Odysee, Galerie Florent Maubert, Paris
- 2007 : Lettres, programme Chicago Artists Month 2007, Galerie « Studio 207 », Chicago
- 2007 : Lettres, Biennale de la Poésie, Galerie « Club Ogi », Moscou
- 2004 : Paris Moscow Backyards Galerie DOM, Moscou